# Ботнички залив
Ботнички залив (швед. Bottniska viken, фин. Pohjanlahti) северни је део Балтичког мора. Налази се између Финске на истоку, Шведске на западу и Оландских острва на југу.

## Име
је латинизација. Шведско име Bottenviken је оригинално било само Botn(en), при чему је botn било старонордијско за „залив”, што је исто тако значење другог елемента vik.
Име botn је кориштено за Ботнички залив као Helsingjabotn у старонордијском, по Hälsingland, што се својевремено односило на обалу западно од залива. Касније је botten кориштено за регионе Вестерботнија на западној страни и Остроботнија на источној страни („Источно дно” и „Западно дно”). Финско име Остроботније, Pohjanmaa (maa = „земља”), даје наговештај о значењу у оба језика: значење pohja укључује „дно” и „север”. Pohja је основа речи за север, pohjoinen, са додатним придевским суфиксом.
Botn/botten је когнат са енглеском речи bottom, и могао би бити део опште северноевропске дистинкције појма низија, у контрасту са висинским пределима, као што су холандски регион, Жемајтија (Литванија), и Самбија (Русија).

## Димензије и положај
Залив је дуг 725 km, а широк од 80 km до 240 km и има површину од 117.000 . Највећа дубина му је 295 метара, а просечна 60 метара. Највеће реке које се уливају у Ботинијски залив су: Уме, Луле, Торне, Кеми и Оуле. Највећи градови који се налазе на његовим обалама су: Оулу, Васа, Пори, Гевле, Хернесанд и Лулео.
Назив залива потиче од старонорвешке речи „botn” што значи залив. Залив представља најсевернији део Балтичког мора, односно најсевернији део великог Ботничког залива, који је дуг 725 km, широк 80—240 km, са просечном дубином 60 m, максималном дубином 295 m и површином 117.000 km². Налази се између Финске на истоку и Шведске на западу. На југу великог Ботничког залива се налазе Оландска острва. Најсевернија тачка је код места Торе у Ботничком заливу, са координатама 65° 54'07" N 22° 39'00 E.
Залив је асиметричан, при чему са финске стране има плиће дно, блажи нагиб и глатке је површине, а са шведске стране има дубље дно са стрмијом и кршевитијом обалом.

## Опште информације
Ботнички залив је одвојен од Ботничког мора, односно од јужног дела великог Ботничког залива, мореузом Кваркеном. Мореуз Кваркeн има највећу дубину од 65 m, са два гребена која se налазе на 25 m дубине. Лежи између групе острва Васа у Финској и групе острва Холмеарна у Шведској.
Ботнички залив обухвата 260.675 km², од чега 56% лежи у Финској, a 44% у Шведској. Подручје обухвата око 11.500.000 ha шума, које се простиру између Шведске и Финске. Запремина воде износи 1,490 km³. Просечна дубина залива је 41 метар. Најдубљи део залива са 146 метара је Лулео дип, који се налази југоисточно од града Лулео у Шведској. На финској страни просечна дубина је 30 m, а најдубљи део налази се близу острва Лонкитин, са дубином од 50 m.
Ботнички залив се налази у северној Европи у Феноскандинавији, где је лед био најдебљи за време последњег леденог доба. Залив је био под ледом до периода у геолошкој еволуцији Балтичког мора, у холоцену, који се назива „Језеро Анцилус” (7.500—6.000 година пре нове ере), када се ледена маса повукла ка планинама северне Скандинавије.
Копнени део у Балтичком мору се најбрже издизао у периоду постглацијалног деловања, око 9 mm годишње. Ботнички залив је део Балтичког штита, који се и данас издиже око 80 cm сваких сто година, још од периода отапања глечера (континенталног леда) из последњег леденог доба. Зато се дубина и површина Ботничког залива стално смањују. Данас је Ботнички залив 300 m виши него на крају леденог доба. Локално становништво је током живота имало прилику да види како се море повлачи са докова, а нека бивша острва као што су Портсен и Хертсен близу града Лулео и даље се називају острвима, иако су данас повезани са копном.
Сматра се да ће за 2.000 година излаз из залива код мореуза Кваркен бити издигнут изнад нивоа мора и да ће залив постати највеће слатководно језеро у Европи.

## Хидрологија
У залив се улива већи број река, па се ниво салинитета прати од севера ка југу. На југу великог Ботничког залива вода је сланаста због Балтичког мора, али на северу у Ботничком заливу, салинитет је веома низак и креће се од 0,4‰ близу Кваркена до 0,2 ‰ у најсевернијем делу, а 0 ‰ у неким архипелазима где је већи прилив воде. Плима и осека немају велики утицај, али јаки ветрови који наносе воду са југа или севера могу да доведу до повећања или смањења новоа воде за 1,5 m. Због ниског салинитета, Ботнички залив је претежно слатководан и прекривен чврстим ледом и до шест месеци годишње, односно од 110 до 190 дана годишње. Низак салинитет и ниске температуре током зиме доводе до стварања чвршћег леда него код сланијих и топлијих вода.
Многе слатководне рибе (смуђ, штука, гргеч и бела риба) живе на северу Ботничког залива, у коме су биљни и животињски свет много мање заступљени него у осталом делу Балтичког мора. Залеђивање Балтичког мора почиње и завршава се у Ботничком заливу, у северном делу великог Ботничког залива. Обустава саобраћаја траје од краја јануара до краја априла, а у најсевернијим лукама од средине децембра до средине маја.

## Острва
Ботнички залив има 4001 острво веће од 20 km². Највеће острво је Хајлуото. На северу залива налази се велика област архипелага. Шведски део ове области чини архипелаг Норботен, који је подељен на архипелаге: Питео, Лулео, Каликс и Хапаранда. Већина острва је ненасељена са очуваном природом. Током зиме, до већих острва се може доћи залеђеним путевима. Нека острва су насељена или на њима постоје сезонска рибарска села.
Шведски национални парк Хапаранда заузима архипелаг Хапаранда и граничи се са финским националним парком који је назван Ботнички залив. Архипелаг Хапаранда чине острва: Сандскер и Сексар Фуре, и нека мала и стеновита острва, која су настала у последњих 1.500 година због издизања копненог дела Ботничког залива. Национални парк Ботнички залив у Финској је основан 1991. године и обухвата архипелаг близу места Торнио и Кеми. Захвата 157 km² , од чега 2,5 km² чини копно.

## Живи свет
Мореуз Кваркен на југу [Ботничког залива одређује границу изван које многе морске врсте не могу да преживе. Уместо црвених и браон алги које се могу наћи даље на југу, у Ботничком заливу преовлађују зелене алге и семењаче. Биљке су углавном једногодишње. Једине вишегодишње биљке су неке врсте слатководне криптогаме Isoetes echinospora и маховине Fontinalis dalecarlica. Зелене алге су често прекривене густим слојем епифитних силикатних алги. На обалама, плажама и у плићацима могу се наћи разне биљке са севера, укључујући и ендемску жуту траву бусику (Deschampsia bottnica).
Једине врсте које се хране филтрацијом су врста Ephydatia и на ушћу река, мали број слатководних дагњи. Двокрилне шкољке чине 9% животињске биомасе, љускари и то углавном Saduria entomon чине 45% и гастроподе 30%. Гастроподе су пужеви биљоједи, који су у сродству са слатководним врстама.
У Ботничком заливу се могу наћи рибе које живе у језерима и рекама ове области: жутоперка, гргеч, штука и липљен. Поред њих, у заливу се могу срести и прстенаста фока, сива фока, бакалар, харинга и лосос. Још у 16. веку људи су у Ботничком заливу ловили фоке уз помоћ мрежа, при чему су их уходили и хватали кроз отворе у леду или дуж ивице леда. Икра дивљег лососа која се добија из реке Каликс, позната је под називом Kalix löjrom или морско злато и представља деликатес и европски бренд. Од птица у Ботничком заливу живе: црна њорка, баршунасти турпан, остригар, мрки галеб, западни велики тетреб и северна снежница, а од животиња лос и зец, који живе на острвима и на копну.

## Луке и градови
Луке на финској страни су: Хаукипудас, Јакобстад, Кеми, Koколу, Оулу, Рахе и Торнио, а највећи градови по броју становника су: Оулу, Торнио, Кеми, Кемпеле, Рахе, Калајоки, Кокола и Јакобстад. Оулу има око 200.000 становника, а остали градови мање од 100.000 становника.
Луке на шведској страни су: Хапаранда, Карлсборг, Каликс, Лулео, Питео и Шелефтео, а највећи градови по броју становника су: Лулео, Шелефтео, Питеа и Каликс, при чему сваки има мање од 100.000 становника. Лулео је највећи град у Норботену, са највећим аеродромом. Архипелаг Лулео са својих 1.312 острва представља важну туристичку атракцију, коју је Унеско прогласио местом светске културне баштине.

## Привреда
Територија око Ботничког залива је доста пошумљена. Дрвеће се сече и обрађује. Постоје четири финска и пет шведских постројења за обраду дрвета и израду папира. У финском делу басена 1993. године било је око 544.000 ha обрадиве земље, а у шведском делу басена око 113.000 ha обрадиве земље, која се користила за мање пољопривредне радове.
Ботнички залив је важан за транспорт нафте и горива до приобалних градова, за транспорт руда до железара, на пример до места Рахе, за транспорт целулозе, папира и челика ради извоза, и за транспорт гвоздених полуга, руде и угља и до лука и од лука. Морски транспорт се обавља и зими, а ледоломци разбијају лед током зимског дела године како би се обезбедио неометан саобраћај.
Овај транспорт, као и рад фабричких постројења гвожђа и челика, и топионице руда метала захваљујући штетним материјама утицале су на животну средину. Иако пољопривреда, шумарство и ископавање тресета повећавају количину хранљивих материја у тим подручјима и учињени су велики напори да се напредном технологијом смањи загађење, ипак је у неким областима, нарочито дуж финске обале дошло до еутрофикације (цветање воде). У Ботничком заливу је установљено веће присуство нитрата и мање присуство фосфата и силиката него у осталом делу Балтичког мора. Од риба се највише гаји харинга и то за домаће потребе.

## Занимљивости
Неки историчари сматрају да је авантуриста Отар мислио на Ботнички залив када је говорио о мору Квен у IX веку. Постоји могућност и да је Клаудије Клавус у 15. веку при употреби термина „Mare Gotticus” мислио на Ботнички залив.